# Douglas Lute

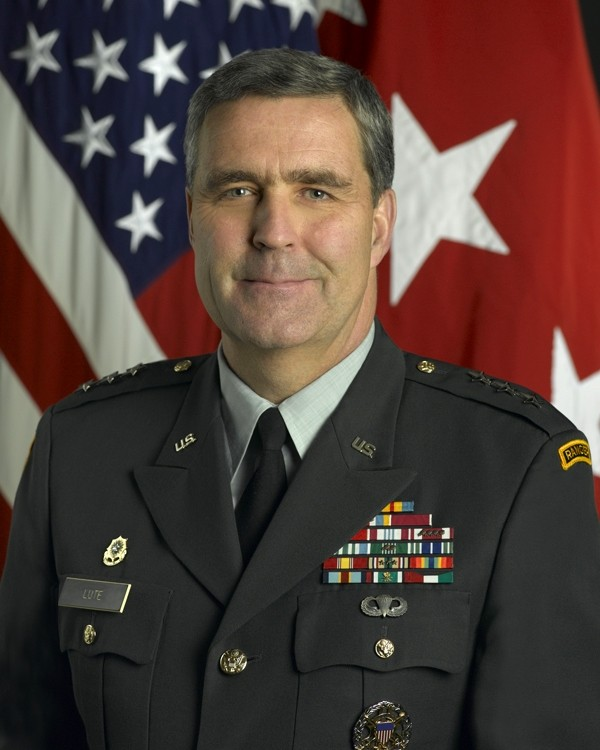
Tướng ba sao Douglas E. Lute

Douglas Lute (sinh năm 1952-) là tướng cao cấp ba sao trong quân đội Mỹ, được coi là "vua chiến tranh" (War Czar) đầu tiên. Ông là chỉ huy hoạt động của Lầu Năm Góc cho các xung đột ở Iraq và Afghanistan.

## Tiểu sử
- Năm 1975, Ông tốt nghiệp Học viện quân sự West Point, và ông cũng có bằng Thạc sĩ quản lý công của trường Đại học Harvard
- Năm 1991, ông tham gia cuộc Chiến tranh vùng Vịnh
- Năm 2002, ông chỉ huy quân đội Mỹ ở Kosovo
- Năm 2004 - 2006, ông tham gia Bộ chỉ huy quân sự Mỹ
- Năm 2006 - nay (2007), ông làm việc tại Lầu Năm góc